# Будівництво 513 і ВТТ
Будівництво 513 і ВТТ — підрозділ в системі ГУЛАГ, оперативне керування якого здійснювало спочатку ГУЛЖДС.
Організований 03.09.52 і 30.09.52 на базі ліквідованого Упр. Буд-ва 503 і ВТТ;

закритий 29.04.53 — табірні підрозділи передані в УВТТК УМЮ по Приморському краю.
Дислокація: Приморський край, Чугуївський р-н, с. Чугуєвка

## Виконувані роботи
- будівництво залізниці Варфоломєєвка-Чугуєвка-бух. Ольга,
- вантажно-розвантажувальні роботи, облаштування селищ і табірних пунктів на будівництві залізниці.

## Чисельність з/к
- 15.04.53 — 3173,
- 15.05.53 — 1456